# Eja (sång)
"Eja" är en låt framförd på albanska av sångaren Ardit Gjebrea. Låten är skriven av Xhevair Spahiu och musiken är komponerad av Ardit Gjebrea själv. Med låten deltog Gjebrea i musiktävlingen Festivali i Këngës år 1995. Vid finalen i december 1995 lyckades Gjebrea vinna tävlingen. Detta blev hans andra seger i tävlingen då hann år 1991 vunnit den med låten "Jon".  